# Quads! de John Callahan
Quads ! de John Callahan (John Callahan's Quads!) est une série d'animation pour adultes canado-australienne en 26 épisodes de 24 minutes créée par John Callahan, diffusée entre le 2 février 2001 et le 19 octobre 2002 sur Teletoon dans Teletoon at Night (en), et sur SBS en Australie.
Au Québec, elle a été diffusée à partir du 2 mars 2001 sur Télétoon sous le titre Quads!, et en France sur Canal Jimmy.

## Synopsis
Quatre amis handicapés improbables partagent une immense maison. Ajoutez a ça une poignée de personnages peu rassurants, quelques petits désagréments de tous les jours.

## Personnages
- Reilly O'Reilly - le personnage principal, il est paralysé à partir du cou et dans un fauteuil roulant après avoir été écrasé par son futur voisin, Mort Bromberg. Le procès contre Mort lui donne une maison de luxe à Forest Hills, où il invite ses amis à vivre avec lui.
- Franny - petite amie de Reilly. Elle est stéréotypée hippie qui est dans l'activisme environnemental. Elle agit également comme centre moral d'un ménage autrement amoral et chaotique.
- Spalding - L'un des membres les plus stables du groupe, il est fournisseur de soins personnels de Reilly. Il est homosexuel avec un physique bien construit et est originaire de l'Australie.
- Blazer - Ayant perdu tout son corps en raison de dettes de jeu, il a été réduit à une tête sur une planche à roulettes, qu'il utilise comme un moyen de mobilité. Il est brut, malappris et pervers. Blazer est aussi le plus nihiliste et amorale du groupe, ce qui le rend extrêmement manipulatrice et trompeuse.
- Lefty - Autrefois un professionnel masseuse , il a perdu ses mains après avoir trompé un derrière de chien enragé pour le dos de son client et a été mordue (un événement , il a encore des cauchemars, comme le montre un épisode). Il est une personne éduquée et cultivée qui se trouve généralement en désaccord avec ses camarades, qui le contraste sage personnalité.
- Fontaine - Un homme noir aveugle avec une attitude douce et attentionnée. Dans un épisode, il est révélé qu'il a un fils illégitime qui est aussi aveugle.
- Deborah - kinésithérapeute du groupe qui dirige une clinique de réadaptation.
- Sœur Butch - Une catholique religieuse qui habite dans la cathédrale à côté de la maison de Reilly.

## Distribution

### Voix originales
- Diane Fabian : Liz Bromberg
- Marvin Kaye : Mort Bromberg
- Maurice Dean Wint : Fontaine
- Linda Kash : Deborah
- Corinne Conley : Sœur Butch

### Voix françaises
- Patrice Dozier : Roger
- Sylvain Lemarié : Jazzy
- Patricia Legrand : Fanny
- Jean-Claude Donda : Fissa
- Jacques Ciron : Mano
- Christian Pelissier : Gin

## Épisodes

### Première saison (2000)
1. Le Manoir des esclopes (Maimed Manor)
2. En voila des manoirs ! (Bad Manors)
3. Du blé pour les esclopes (1-800-GIMP)
4. Le Faussaire Latino (The Fraud Quad)
5. La Trêve des biberonneurs (Christmas Holidaze)
6. Le Fauteuil 3000 (Life Wheel 3000)
7. Les Bourses ou la vie (Gonad's Faust)
8. Primate assistantes (Monkey in the Middle)
9. Le Retour du rejeton (Son's Also Blinded)
10. Cobayes (Guinea Pigs)
11. Un coup tordu (The Unkindest Cut)
12. Discrattion fatale (Fatal Distraction)
13. La Sainte omelette (Spalding in the Family Way)

### Deuxième saison (2001)
1. titre français inconnu (The Church of Reilly)
2. Vacances à Lesboe (Vacation to Lesbos)
3. Mano le psychologue (To Slash or Not to Slash)
4. Que le pire gagne ! (Let the Gimp Games Begin)
5. Juste un gigolo (Midnight Cash Bowboy)
6. De la rave au cauchemar (Trial and Error)
7. Roulez… viellesse ! (Gray Matter)
8. Héritage ou cambriolage ? (The Gambling Bug)
9. Gin le génie (The Magnificent Severed)
10. Sans foi ni loi (Griz Savant)
11. La puce fatale (Heaven Can Bite Me)
12. Télé tarée (Cripple Challenge)
13. Sexe alcool et rock n roll (Cain and Enabler)

## Commentaire
Cette émission est classée 18 ans et plus au Canada, et TV-MA aux États-Unis.